# Ухильсько
Ухильсько (пол. Uchylsko) — село в Польщі, у гміні Ґожице Водзіславського повіту Сілезького воєводства.
Населення — 342 особи (2011).
У 1975-1998 роках село належало до Катовицького воєводства.

## Демографія
Демографічна структура станом на 31 березня 2011 року:
|          | Загалом | Допрацездатний вік | Працездатний вік | Постпрацездатний вік |
| -------- | ------- | ------------------ | ---------------- | -------------------- |
| Чоловіки | 158     | 30                 | 108              | 20                   |
| Жінки    | 184     | 39                 | 108              | 37                   |
| Разом    | 342     | 69                 | 216              | 57                   |